# Префекція
Префекція або Спадкоємниця імені також Підвищення доньки до сина (угор. Fiúsítás; лат. Praefectio in filium) - надання королем в Європейських монархіях, наприклад в Угорському королівстві, статусу "сина" доньці шляхтича, що дозволяло їй успадкувати земельну власність та шляхетський статус і титул, щоб потім передати їх своїм дітям, навіть якщо вона вийшла заміж за простолюдина. Таку жінку латиною називали praefecta.
В інших країнах цей термін також називається Suo jure.

## Історія
Перша префекція в Угорському королівстві відбулась 1332 року, коли король Король Карл Роберт надав цей статус Маргіт Герсей. Родина Герсей підтримала короля в перші бурхливі роки його правління, коли йому довелося перемогти місцевих олігархів, щоб зміцнити своє правління. 
Вся родина була вбита за наказом олігархів Кесегі 1316 р., за винятком Маргіт, яку врятувала її няня, а згодом вона одружилась з Павлом Маджаром, прибічником короля Карла, який повернув Маргет всі права і титули її роду. 
Король Людовик Великий, син Карла Роберта, продовжив надавати цей статус "спадкоємниці імені" знатним донькам, одруженим з його прихильниками, переділяючи тим самим землі старої аристократії тим родинам, на підтримку яких він міг розраховувати. 
Загалом було зафіксовано близько 100 випадків префекції до 1526 р., коли більша частина Королівства Угорщини потрапила під владу Османської імперії.
Відомими прикладами префекції є:
- Марія, королева Угорщини і Русі, донька Людовіка Великого.
- Борбала Озорай, спадкоємиця роду Озорів, дружина Піппо Сколарі.
- Орсолія Каніжай, спадкоємиця роду Каніжай, дружина Тамаша Надашді.
- Марія Антонія Кохари, спадкоємиця роду Кохари.

У літературі префекція відома з другої частини знаменитої трилогії Яноша Арані "Толді" - де описано як героїня твору Піроска Розгоні отримала підтвердження титулу від короля Людовика Великого.